# Филип (Белгия)
Вижте пояснителната страница за други личности с името Филип.
Филѝп, с пълно име Филип Леополд Людовик Мария (на нидерландски: Filip(s) Leopold Lodewijk Maria, на френски: Philippe Léopold Louis Marie) е крал на Белгия от 21 юли 2013 г.

## Биография
Той е най-големият син на Алберт II и на кралица Паола. Братовчед е на великия херцог на Люксембург Анри.
Филип е роден в кралския замък Белведер в Лакен, район северно от Брюксел. Кръстен е един месец по-късно в църквата на Saint Jacques-sur-Coudenberg в Брюксел на 17 май.
Принц Филип става първият принц на Белгия, посещавал обикновено училище, вместо да получи по-традиционното домашно образование. След завършване на училището той продължава образованието си в Кралската военна академия на Белгия, която завършва през 1981 г. След кратка кариера във въоръжените сили принц Филип постъпва в Тринити колидж на Оксфордския университет (Великобритания), а след това в Станфордския университет (САЩ). През 1988 г. принц Филип получава магистърска степен по политология от Станфордския университет.
Кралят се интересува от техника и особено от самолетостроене. Филип има 30 самостоятелни полета, може да управлява и вертолет. Получава квалификация на летец изтребител и сертификати за парашутист и командос. През 1989 г. той посещава серия специални сесии в Кралската военна академия, като същата година е повишен в чин полковник. През март 2001 г. принцът получава званието генерал-майор в сухопътните и въздушни войски и званието контраадмирал във военноморските сили на Белгия.
През 2004 г. Филип (тогава на 44 години) полага практически изпити за пилот на вертолет в авиобазата Брустем на своя собствен вертолет, червен Robinson R44.
След смъртта на чичо му крал Бодуен белгийският трон е наследен от Албер II и Филип става престолонаследник. През 2013 година Албер абдикира и от 21 юли Филип е крал на белгийците.

## Семейство и деца
На 4 декември 1999 г., тогава все още престолонаследник, принц Филип се жени за Матилде д’Удекем д’Акоз, която в деня на бракосъчетанието получава титлата „принцеса на Белгия“. Филип и кралица Матилда имат четири деца:
1. принцеса Елизавета Тереза Мария Елена (род. 25 октомври 2001 година) – наследница на белгийския престол
2. принц Габриел Бодуен Карл Мария (род. 20 август 2003 година)
3. принц Емануел Леополд Гийом Франсоа Мария (род. 4 октомври 2005 година)
4. принцеса Елеонора Фабиола Виктория Анна Мария (род. 16 април 2008 година)